# Jagma
Jagma je naselje u Republici Hrvatskoj u Požeško-slavonskoj županiji, u sastavu grada Lipika.

## Zemljopis
Jagma se nalaze zapadno od Lipika, susjedna naselja su Korita na zapadu, Dobrovac na sjeveru te Subocka na jugu.

## Stanovništvo
Prema popisu stanovništva iz 2011. godine Jagma je imala 41 stanovnika.
| broj stanovnika | 208   | 136   | 197   | 268   | 275   | 315   | 309   | 275   | 243   | 245   | 225   | 200   | 206   | 206   | 27    | 41    | 33    |
|                 | 1857. | 1869. | 1880. | 1890. | 1900. | 1910. | 1921. | 1931. | 1948. | 1953. | 1961. | 1971. | 1981. | 1991. | 2001. | 2011. | 2021. |